# Neottiglossa sulcifrons
Neottiglossa sulcifrons är en insektsart som beskrevs av Carl Stål 1872. Neottiglossa sulcifrons ingår i släktet Neottiglossa och familjen bärfisar. Inga underarter finns listade i Catalogue of Life.